# Alexander Dale Oen
Alexander Dale Oen (Øygarden, Norvégia, 1985. május 21. – Flagstaff, Arizona, Egyesült Államok, 2012. április 30.) norvég olimpiai ezüstérmes, világ- és Európa-bajnok norvég úszó. Miután 2008-ban aranyérmet szerzett az eindhoveni Európa-bajnokságon, ő lett az első norvég úszó, aki érmet tudott szerezni egy rangosabb világversenyen. 1995 és 2010 között a Vestkantsvømmerne, majd 2011-től haláláig a Bærumsvømmerne klubot képviselte. Leginkább mellúszóként vált híressé. Személyi edzője Sondre L. Solberg volt. Bátyja, Robin Dale Oen (1980) szintén úszó.

## Élete és pályafutása

### 2005–2007
A nemzetközi áttörést 2005-ben érte el, amikor 1:01,29-es idővel a hetedik helyen végzett a montréali úszó-világbajnokságon a 100 méteres mellúszás versenyszámában. Ugyanezen év decemberében a rövid pályás Európa-bajnokságon 58,99 másodperces időt ért el, ezzel a negyedik helyen végzett és új skandináv rekordot állított be. Ezen kívül ő lett az első norvég, aki 1 percen belül tette meg ezt a távot. A következő év márciusában megrendezett kristiansandi norvég rövid pályás bajnokságon  59,07-es időt úszott, ami szintén jelentős eredménynek számít világviszonylatban is.
A Sanghajban megrendezett 2006-os rövid pályás úszó-világbajnokságon 59,16 másodperccel a harmadik helyen ért a célba 100 méter mellúszásban az ukrán Oleh Liszohor és az ausztrál Brenton Rickard mögött. Ezáltal ő lett hazájában az első olyan férfi úszó, aki érmet tudott szerezni az úszó-világbajnokságok történetében. A világbajnokság után négy hónappal a budapesti hosszúpályás Európa-bajnokság következett, amelyen 1:00,63 perccel új skandináv rekordot állított be az 50 méteres pályán. A versenyen Oen a második helyen végzett, míg a torna aranyérmese az orosz Roman Szludnov lett.
Első Európa-szintű rövid pályás érmét a 2006 decemberében megtartott Európa-bajnokságon gyűjtötte be Helsinkiben, amikor két ukrán versenyző mögött bronzérmes lett 100 méter mellúszásban. A bajnokságon elért 58,70 másodperces idejével új egyéni csúcsot állított be. A 2007-es úszó-világbajnokságon a selejtezőben megúszott 1:00,34 percével újabb skandináv rekordot felállítva a második helyre került, majd az elődöntő során valamivel rosszabb teljesítménnyel a harmadik helyen végzett. A döntőben végül az utolsó helyre került, ugyanis 1:01 perc fölötti időt ért el.
A debreceni 2007-es rövid pályás úszó-Európa-bajnokságon a világbajnoksághoz hasonló teljesítményt nyújtott. Miután az elődöntőben 58,60-as idővel második lett –, és ezzel sikerült megdöntenie egyéni rekordját –, a döntőben úszott 58,81 másodperces ideje csupán az ötödik helyhez volt elég, 0,24 másodperccel maradt le az aranyérmes Oleh Liszohortól. Szintén az ötödik helyen ért célba az 50 méteres mellúszásban elért teljesítményével.
A következő év márciusában a hollandiai Eindhovenben megrendezett Európa-bajnokságon már jóval nagyobb eredményeket sikerült elérnie. Miután 1:00,11-es rekordidővel az első helyen végzett a selejtezőben, és szintén első lett az elődöntőben, az akkor egyéni és Európa-rekordnak számító 59,76-os idejével megszerezte az aranyérmet a döntőben, mindössze 0,02 másodperccel sikerült megelőznie a második helyen végző francia úszót, Hugues Duboscq-ot, aki szintén egyéni csúcsot úszott. Az úszó további két versenyszámban végzett a dobogón. 50 méter mellúszásban az ukrán Oleh Liszohor mögött ezüstérmes lett 27,53 másodperccel. A 200 méteres távon nyújtott 2:09,74-es idejével szintén a második helyen végzett, csupán az orosz Grigorij Falko előzte meg.

### 2008–2010
A Pekingben megrendezett 2008. évi nyári olimpiai játékokon két versenyszámban indult. A 200 méteres mellúszásban nem sikerült eljutnia az elődöntőig, azonban a 100 méter hosszú távon már jóval jelentősebb eredményei voltak. A selejtezőkben megúszott 59,41-es rekordideje olimpiai rekord lett. Az elődöntőkben ismét megdöntötte az egy nappal korábbi olimpiai csúcsát, immár 59,16 másodperces eredménnyel, így első helyen végzett, és kvalifikálta magát a döntőbe. Az egy nappal később megtartott döntőben valamivel rosszabb, 59,20-as idővel a második helyen végzett a japán nemzetiségű Kitadzsima Kószuke mögött, aki viszont – megdöntve Dale Oen csúcsát – felállította az új világrekordot. Ő volt az első, aki az olimpiai játékokon érmet szerzett hazájának úszásban.
2009-ben a római világbajnokságon 100 méteren az elődöntőben a 13. helyen végzett, így nem került be a döntőbe. Az 50 méteres mellúszás versenyszámában már a selejtezőben elért 29. helye sem volt elég az elődöntőbe jutáshoz. A következő rangosabb verseny a Budapesten megtartott 2010-es úszó-Európa-bajnokság volt, amelyen Oen két érmet szerzett. 100 méteren az első helyen végzett a döntőben, 59,20 másodperc alatt úszta le a versenytávot. A 200 méteres távon ezüstérmet szerzett a döntőben, miután másodiknak ért a célba a magyar versenyző, Gyurta Dániel után. 2:09,68 másodperccel ekkor érte el utolsó egyéni rekordját ebben a versenyszámban.

### 2011–2012
2011 júliusában rendezték meg az úszó-világbajnokságot Sanghajban, Kínában. 100 méteren a selejtezőben és az elődöntőben elért első helyezésével bekerült a döntőbe, ahol az olasz Fabio Scozzolit 0,71 másodperccel megelőzve elnyerte az aranyérmet. 58,71-es idejével megdöntötte az egyéni csúcsát és az úszó-világbajnokságok történetében első alkalommal aranyérmet szerzett Norvégiának a versenyen. 50 méteren az elődöntőben a harmadik helyen ért célba, ezáltal bekerült a döntőbe, ahol végső soron az ötödik helyet szerezte meg 27,43 másodperces idejével. Itt érte el az 50 méteres, hosszúpályás rekordját is: legjobb eredménye ezen a távon 27,20 volt a tornán.
A 100 méteres mellúszás döntőjét követően felkeltette a sajtó érdeklődését azzal, hogy győzelmét a verseny előtt mindössze néhány nappal bekövetkezett norvégiai terrortámadások áldozatainak emlékére szentelte, és a célba való beérése után rámutatott a sapkáján lévő norvég zászlóra, hogy üzenjen a norvégiai honfitársainak. A döntő után megtartott díjátadó ünnepségen így nyilatkozott: „Szükségünk van arra, hogy egyesülve maradjunk. Otthon természetesen mindenki lesújtott állapotban van amiatt, ami történt, de fontos volt számomra, hogy jelképezzem azt, hogy bár most itt, Kínában vagyok, ugyanolyan érzelmeket tudok mutatni.”
Utolsó rangos világversenyén, a lengyelországi Szczecin városában megrendezett 2011-es rövid pályás Európa-bajnokságon is nagy sikereket ért el; mindhárom rövid pályás egyéni csúcsát sikerült megdöntenie a tornán. A 100 méteres mellúszásban aranyérmet szerzett, miután a döntőben teljesített 57,05-es rekordidejével 0,24 másodperccel megelőzte a szlovén származású Damir Dugonjičot. 50 méteren 26,49 másodpercet úszott a versenyszám döntőjében, ez a harmadik helyre volt elég, viszont így is új saját rekordot jelentett számára. Az elődöntőben elért hetedik helyezése után 200 méteren is bekerült a döntőbe, ahol – szintén új egyéni csúccsal – 2:06,15 perc alatt sikerült leúsznia a versenyszám távját, azonban ezzel a teljesítménnyel végül csak a hatodik helyet tudta megszerezni.

### Halála
2012 áprilisában egy edzőtáborban vett részt a norvégiai úszóválogatott többi tagjával együtt az egyesült államokbeli Flagstaffben, Arizonában. Április 30-án, helyi idő (MST) szerint 19 óra 50 perc körül szállodájának fürdőszobájában eszméletlen állapotban találtak rá. Az úszót a csapattársainak egyike találta meg, ezután komplett légzési-keringési újraélesztést (röviden CPR) hajtottak végre rajta, majd elszállították a Flagstaff Medical Centerbe. Helyi idő (MST) szerint 21:00 órakor hivatalosan bejelentették, hogy Oen elhunyt. A Norvég Úszószövetség elnöke, Per Rune Eknes később bejelentette, hogy a sportoló halálát hirtelen szívmegállás okozta és megemlékezésül elmondta, hogy a sportoló halálának napja „az úszósport legnehezebb napja Norvégiában, ami valaha volt”. Jens Stoltenberg, Norvégia miniszterelnöke így fogalmazott: „egy kis ország elvesztett egy nagy sportolót”.

### Emléke
2013. január 13-án egy norvégiai ünnepség keretében Gyurta Dániel olimpiai bajnok úszó egy teljesen egyedi tervezésű, művészi kivitelű emlékérmet adott át Alexander Dale Oen testvérének, Robinnak. A gálán Gyurta norvégul méltatta riválisát és barátját, Alexandert.
Bergenben uszodát neveztek el róla, az AdO Arénát 2014. október 24-én adták át.
Szülővárosában, Øygardenben 2015 májusában a tiszteletére szobrot állítottak, melynek avatásán Gyurta Dániel is jelen volt.

## Eredményei
Hosszú pálya (50 méter)
| Sportesemény            | Versenyszámok | Versenyszámok | Versenyszámok | Versenyszámok | Versenyszámok | Versenyszámok | Versenyszámok | Versenyszámok | Versenyszámok | Versenyszámok | Versenyszámok  | Versenyszámok | Versenyszámok |
| Sportesemény            | 25 m gyors    | 50 m gyors    | 100 m gyors   | 200 m gyors   | 100 m hát     | 200 m hát     | 50 m mell     | 100 m mell    | 200 m mell    | 50 m pillangó | 100 m pillangó | 100 m vegyes  | 200 m vegyes  |
| ----------------------- | ------------- | ------------- | ------------- | ------------- | ------------- | ------------- | ------------- | ------------- | ------------- | ------------- | -------------- | ------------- | ------------- |
| 2002                    |               |               |               |               |               |               |               |               |               |               |                |               |               |
| Junior Európa-bajnokság |               |               |               |               |               |               | 20.(h)        | 24.(h)        | 20.(h)        |               |                |               |               |
| 2003                    |               |               |               |               |               |               |               |               |               |               |                |               |               |
| Junior Európa-bajnokság |               |               |               |               |               |               | 6.            | 2.            | 7.            |               |                |               |               |
| 2004                    |               |               |               |               |               |               |               |               |               |               |                |               |               |
| Európa-bajnokság        |               |               |               |               |               |               | 8.(h)         | 11.(sf)       |               |               |                |               |               |
| 2005                    |               |               |               |               |               |               |               |               |               |               |                |               |               |
| Norvég bajnokság        |               | 8.            |               |               |               |               | 1.            |               |               |               | 7.(h)          |               |               |

Jelmagyarázat: Nem a döntőkben elért helyezések: (h) – selejtező; (sf) – elődöntő; (b) – B-döntő
Rövid pálya (25 méter)
| Sportesemény     | Versenyszámok | Versenyszámok | Versenyszámok | Versenyszámok | Versenyszámok | Versenyszámok | Versenyszámok | Versenyszámok | Versenyszámok | Versenyszámok | Versenyszámok  | Versenyszámok | Versenyszámok |
| Sportesemény     | 25 m gyors    | 50 m gyors    | 100 m gyors   | 200 m gyors   | 100 m hát     | 200 m hát     | 50 m mell     | 100 m mell    | 200 m mell    | 50 m pillangó | 100 m pillangó | 100 m vegyes  | 200 m vegyes  |
| ---------------- | ------------- | ------------- | ------------- | ------------- | ------------- | ------------- | ------------- | ------------- | ------------- | ------------- | -------------- | ------------- | ------------- |
| 2003             |               |               |               |               |               |               |               |               |               |               |                |               |               |
| Európa-bajnokság |               |               |               |               |               |               | 27.(h)        | 26.(h)        | 33.(h)        |               |                |               |               |
| 2005             |               |               |               |               |               |               |               |               |               |               |                |               |               |
| Norvég bajnokság |               |               | 2.            |               |               |               | 1.            | 2.            | 1.            |               |                | 2.            |               |

Jelmagyarázat: Nem a döntőkben elért helyezések: (h) – selejtező; (sf) – elődöntő; (b) – B-döntő

## Egyéni rekordjai
Hosszú pálya (50 méter)
| Versenyszám | Idő     | R     | Helyszín               | Dátum               | Esemény          | Hiv.   |
| ----------- | ------- | ----- | ---------------------- | ------------------- | ---------------- | ------ |
| 50 m mell   | 27,20   | NR(†) | Sanghaj, Kína          | 2011. július 25.    | Világbajnokság   | [ 22 ] |
| 100 m mell  | 58,71   | NR    | Sanghaj, Kína          | 2011. július 25.    | Világbajnokság   | [ 21 ] |
| 200 m mell  | 2:09,68 | NR    | Budapest, Magyarország | 2010. augusztus 12. | Európa-bajnokság | [ 20 ] |

Jelmagyarázat: WR – világrekord; ER – Európa-rekord; NR – norvég rekord
Nem a döntőkben elért rekordok: (h) – selejtező; (sf) – elődöntő; (r) – váltó első tagjaként; (rh) – váltó első tagjaként selejtezőben; (b) – B-döntő; (†) – en route to final mark; (tt) – időfutam
Rövid pálya (25 méter)
| Versenyszám  | Idő     | R  | Helyszín                | Dátum              | Esemény                       | Hiv.   |
| ------------ | ------- | -- | ----------------------- | ------------------ | ----------------------------- | ------ |
| 50 m mell    | 26,49   | NR | Szczecin, Lengyelország | 2011. december 10. | Rövid pályás Európa-bajnokság | [ 25 ] |
| 100 m mell   | 57,05   | NR | Szczecin, Lengyelország | 2011. december 9.  | Rövid pályás Európa-bajnokság | [ 24 ] |
| 200 m mell   | 2:06,15 | NR | Szczecin, Lengyelország | 2011. december 11. | Rövid pályás Európa-bajnokság | [ 26 ] |
| 100 m vegyes | 55,34   |    | Stavanger, Norvégia     | 2008. április 20.  | Rövid pályás norvég bajnokság | [ 39 ] |

Jelmagyarázat: WR – világrekord; ER – Európa-rekord; NR – norvég rekord
Nem a döntőkben elért rekordok: (h) – selejtező; (sf) – elődöntő; (r) – váltó első tagjaként; (rh) – váltó első tagjaként selejtezőben; (b) – B-döntő; (†) – en route to final mark; (tt) – időfutam

## Díjai, elismerései
- 2006: az év áttörője, Idrettsgallaen 2006 (jelölés)
- 2009: az év neve, Idrettsgallaen 2009 (jelölés)
- 2009: az év férfi sportolója, Idrettsgallaen 2009 (jelölés)
- 2009: a sportoló díja, Idrettsgallaen 2009
- 2011: az év európai úszója (51 európai úszószövetség és sportújságíró szavazata alapján)[40]
- 2011: az év európai úszója Swimming World Magazine[41]
- 2011: az Aftenposten aranyérme[42]
- 2012: az év neve, Idrettsgallaen 2012 (jelölés)
- 2012: az év férfi sportolója, Idrettsgallaen 2012

## Fordítás
- Ez a szócikk részben vagy egészben  az   Alexander Dale Oen című angol Wikipédia-szócikk fordításán alapul.  Az eredeti cikk szerkesztőit annak laptörténete sorolja fel. Ez a jelzés csupán a megfogalmazás eredetét és a szerzői jogokat jelzi, nem szolgál a cikkben szereplő információk forrásmegjelöléseként.
- Ez a szócikk részben vagy egészben  az   Alexander Dale Oen című norvég Wikipédia-szócikk fordításán alapul.  Az eredeti cikk szerkesztőit annak laptörténete sorolja fel. Ez a jelzés csupán a megfogalmazás eredetét és a szerzői jogokat jelzi, nem szolgál a cikkben szereplő információk forrásmegjelöléseként.